# Oksana Fabritschnova
Oksana Fabritschnova, em russo: Оксана Fкбряtschnv, (Rússia) é uma ex-ginasta russa que competiu em provas de ginástica artística.
Oksana foi a medalhista de prata no Europeu de Estocolmo, em 1994, por equipes e nas barras assimétricas, ao ser superada pela compatriota Svetlana Khorkina. No evento coletivo, ficaram atrás das romenas.